# Captive (roman de Nadine Ndjomo)
Pour les articles homonymes, voir Captive.
Captive est un roman de la journaliste et écrivaine camerounaise Nadine Ndjomo, paru en 2024. Il aborde le phénomène des enfants dits bâtards et plaide pour la parentalité responsable, surtout chez les hommes.

## Résumé
Captive est une autobiographie de Nadine Ndjomo qui met en lumière les conséquences de l’absence d’un père et les défis de l’éducation monoparentale. L’auteur y partage son histoire en tant qu’enfant bâtard, stigmatisée, et rejetée à cause de sa condition. À travers son récit, elle dénonce les injustices subies par les femmes et les enfants abandonnés, tout en rendant hommage à sa mère, pilier de son éducation.
L'histoire se déroule entre le Cameroun et le Sénégal. Elle constitue un plaidoyer pour une parentalité responsable, une critique à l’endroit des sociétés qui continuent à entretenir la stigmatisation des enfants issus des familles monoparentales. Plus qu’un récit personnel, Captive est un rappel à la réflexion sur le rôle de chacun, parents et communauté dans la protection et l’épanouissement des enfants vulnérables.

## Style et structure narrative
Captive est un roman autobiographique de 220 pages, écrit dans un style direct et émotionnellement chargé. L'autrice y exprime sans détour ses blessures, ses colères et ses espoirs. Tout comme dans son livre précédent, Débrouille-toi, tu es une femme,.
Elle s'inspire de sa propre histoire. Une histoire qui retrace son parcours, de l'enfance à l'âge adulte, à travers un récit agrémenté des personnages aussi bien fictifs que réels, à l'instar de Chicago Boy, Étoile filante ou encore Le Prince. Des personnages qui symbolisent les relaxions complexes et parfois douloureuses qu'elle a entretenues. 
En somme, Captive est un plaidoyer social, offrant une réflexion profonde sur la filiation, la résilience et la quête de l'identité.